# كميل كلوديل
كميل كلوديل هو فيلم فرنسي صدر في المسارح في عام 1988.
.

## Synopsis
هي السيرة الذاتية للنحاتة كميل كلوديل، أخت الشاعر والكاتب المسرحي والدبلوماسي بول كلوديل وصديقة رودان..
…

## Liens externes
- (en) Camille Claudel sur l’Internet Movie Database
- (بالفرنسية) Camille Claudel sur Allociné

## روابط خارجية
- كميل كلوديل على موقع IMDb (الإنجليزية)
- كميل كلوديل على موقع روتن توميتوز (الإنجليزية)
- كميل كلوديل على موقع نتفليكس (الإنجليزية)
- كميل كلوديل على موقع ألو سيني (الفرنسية)
- كميل كلوديل على موقع Turner Classic Movies (الإنجليزية)
- كميل كلوديل على موقع أول موفي (الإنجليزية)
- كميل كلوديل على موقع بوكس أوفيس موجو (الإنجليزية)
- كميل كلوديل على موقع فيلمافينيتي (الإسبانية)
- كميل كلوديل على موقع قاعدة بيانات الأفلام السويدية (السويدية)
- كميل كلوديل على موقع قاعدة بيانات الفيلم (الإنجليزية)